# Phi (letter)
De fi, of phi, (hoofdletter Φ, kleine letter φ of ϕ, Oudgrieks: φῖ) is de 21e letter van het Griekse alfabet.
De fi wordt uitgesproken als /f/, zoals in foto. Oorspronkelijk werd de fi/phi uitgesproken als een /pʰ/ of als een /f/. In modern Grieks is alleen de laatste uitspraak nog overgebleven. De fi wordt in het Nederlands meestal getranslitereerd als 'f' en soms als 'ph', wat in het Engels en Frans gebruikelijk is.
φʹ is het Griekse cijfer voor 500 en ͵φ voor 500 000.

## Gebruik in de wetenschap
- hoek in de natuurkunde en wiskunde
- faseverschil in de elektronica en trillingstechniek
- lichtstroom in de lichtfysica
- porositeit in de geologie
- φ staat in de wiskunde voor het gulden getal
- φ staat in de logica voor een formule
- φ staat in de economie voor het risicopremie-aandeel van de rente
- Φ staat in de natuurkunde voor elektrische en magnetische flux
- Φ staat in de stromingsleer voor het debiet, Φv voor volumestroom Φm voor massastroom.
- Φ staat in de thermodynamica in combinatie met een "w" voor warmtestroom Φw
- Φ staat in de biochemie voor de draaiing tussen de C-N-atomen in aminozuren
- Φ staat in de chemie voor benzeen
- φ staat in de luchtvaart voor de rolhoek (bank angle)
- cos φ staat in de elektrotechniek voor arbeidsfactor
- Φ wordt in de biologie gebruikt bij de afkorting voor macrofaag (MΦ)